# 15145 Ритагеорг
15145 Ритагеорг (15145 Ritageorge) — астероїд головного поясу, відкритий 10 березня 2000 року.
Тіссеранів параметр щодо Юпітера — 3,648.